# NGC 3109
NGC 3109 (również PGC 29128) – magellaniczna galaktyka spiralna z poprzeczką (SBm), znajdująca się w gwiazdozbiorze Hydry w odległości 4,5 miliona lat świetlnych od Ziemi. Została odkryta 24 marca 1835 roku przez Johna Herschela. Galaktyka ta należy do Grupy Lokalnej.
Galaktyka NGC 3109 jest dominującym członkiem małej podgrupy galaktyk karłowatych, która zawiera także Sekstant A, Sekstant B, Karła Pompy i być może Leo A.